# Truskawkowe oświadczenie
Truskawkowe oświadczenie – amerykański melodramat polityczny z 1970 roku na podstawie powieści Jamesa Kunena.

## Główne role
- Bruce Davison – Simon
- Kim Darby – Linda
- Bud Cort – Elliot
- Murray MacLeod – George